# یاکوولف یاک-۱۷
یاکوولف یاک-۱۷ (به روسی: Як-17) از نمونه‌های اولیه جنگنده جت نیروی هوایی شوروی بود که بر پایه ارتقا جنگنده یاک-۱۵ ساخته شده بود. نسخه آموزشی این جنگنده با نام یاک-۱۷ یوتی‌آی شناخته می‌شد، تنها جت آموزشی شوروی در دهه ۴۰ بود. این جنگنده در دهه پنجاه به سرعت با جنگنده‌های میگ-۱۵ جایگزین شدند

## طراحی و توسعه
یاک-۱۷ بسیاری از نقاط ضعف نسخه‌های قبلی خود را به ارث برده بود که از جمله آن می‌توان به سرعت و برد عملیاتی کم، پیشرانه غیرقابل‌اعتماد و استارت پیچیده آن اشاره کرد. اما از طرف دیگر بسیار هدایت پذیر بوده و عملکردهای آن تا حد زیادی شبیه هواپیماهای ملخی قدیمی‌تر بود. همین موضوع باعث شد گزینه مناسبی برای نسخه آموزشی باشد و یاک-۱۷ یوتی‌آی یکی از نیازهای مهم نیروی هوایی شوروی را برطرف کند.